# Atletiek op de Olympische Zomerspelen 2020 – Hink-stap-springen mannen
Het hink-stap-springen voor mannen  op de Olympische Zomerspelen 2020 vond plaats op dinsdag 3 en donderdag 5 augustus in het  Olympisch Stadion van Tokio. 

## Records
Voorafgaand aan het toernooi waren dit het wereldrecord en het olympisch record.
| Wereldrecord     | Jonathan Edwards | 18,29 m | Gothenburg | 7 augustus 1995  |
| Olympisch record | Kenny Harrison   | 18,09 m | Atlanta    | 27 augustus 1996 |

## Resultaten

### Kwalificatieronde
Kwalificatieregels: behalen van de kwalificatiestandaard van 17,05 (Q), of deel uitmaken van de 12 bestpresterende atleten. 
| Rang | Groep | Naam                 | Land | 1     | 2     | 3     | Resultaat | Bijz. |
| ---- | ----- | -------------------- | ---- | ----- | ----- | ----- | --------- | ----- |
| 1    | B     | Pedro Pichardo       | POR  | 16,98 | 17,71 | —     | 17,71     | Q     |
| 2    | B     | Necati Er            | TUR  | x     | 16,70 | 17,13 | 17,13     | Q, SB |
| 3    | A     | Zhu Yaming           | CHN  | 17,11 | —     | —     | 17,11     | Q     |
| 4    | A     | Cristian Nápoles     | CUB  | 17,08 | —     | —     | 17,08     | Q, SB |
| 5    | B     | Yasser Triki         | ALG  | 16,75 | 16,67 | 17,05 | 17,05     | Q     |
| 6    | B     | Donald Scott         | USA  | 17,01 | 16,43 | r     | 17,01     | q     |
| 7    | A     | Andrea Dallavalle    | ITA  | 16,99 | 16,59 | —     | 16,99     | q     |
| 8    | A     | Will Claye           | USA  | 16,78 | 16,88 | 16,91 | 16,91     | q     |
| 9    | B     | Emmanuel Ihemeje     | ITA  | 16,88 | x     | 16,28 | 16,88     | q     |
| 10   | B     | Fang Yaoqing         | CHN  | 16,79 | 16,69 | 16,84 | 16,84     | q     |
| 11   | B     | Melvin Raffin        | FRA  | 16,49 | 16,83 | 16,58 | 16,83     | q     |
| 12   | A     | Hugues Fabrice Zango | BUR  | 16,83 | 16,46 | 16,37 | 16,83     | q     |
| 13   | A     | Tobia Bocchi         | ITA  | 16,78 | 16,67 | 15,45 | 16,78     |       |
| 14   | A     | Wu Ruiting           | CHN  | x     | 16,73 | 16,10 | 16,73     |       |
| 15   | A     | Nazim Babayev        | AZE  | 16,38 | 16,30 | 16,72 | 16,72     | SB    |
| 16   | A     | Tiago Pereira        | POR  | 16,62 | 16,71 | 15,79 | 16,71     |       |
| 17   | B     | Max Heß              | GER  | 13,79 | 16,69 | x     | 16,69     |       |
| 18   | B     | Chris Benard         | USA  | 16,44 | 16,59 | 16,49 | 16,59     |       |
| 19   | B     | Benjamin Compaoré    | FRA  | 16,59 | 16,39 | 15,29 | 16,59     |       |
| 20   | A     | Mateus de Sá         | BRA  | 16,49 | x     | 16,33 | 16,49     |       |
| 21   | B     | Levon Aghasyan       | ARM  | x     | 16,42 | x     | 16,42     |       |
| 22   | B     | Benjamin Williams    | GBR  | x     | 16,30 | x     | 16,30     |       |
| 23   | B     | Almir dos Santos     | BRA  | x     | 16,27 | 16,27 | 16,27     |       |
| 24   | A     | Carey McLeod         | JAM  | 15,82 | 16,01 | x     | 16,01     |       |
| 25   | B     | Pablo Torrijos       | ESP  | 15,87 | x     | x     | 15,87     |       |
| 26   | A     | Alexsandro Melo      | BRA  | 15,65 | r     | —     | 15,65     |       |
| 27   | A     | Nelson Évora         | POR  | x     | 15,39 | x     | 15,39     |       |
|      | A     | Lasha Gulelauri      | GEO  | x     | x     | —     | NM        |       |
|      | A     | Jean-Marc Pontvianne | FRA  | x     | x     | x     | NM        |       |
|      | A     | Ruslan Kurbanov      | UZB  | x     | r     | —     | NM        |       |
|      | B     | Dimitrios Tsiamis    | GRE  | x     | r     | —     | NM        |       |
|      | B     | Andy Díaz            | CUB  | —     | —     | —     | DNS       |       |

### Finale
| Rang   | Naam                 | Land | 1     | 2     | 3     | 4             | 5             | 6             | Resultaat | Bijz. |
| ------ | -------------------- | ---- | ----- | ----- | ----- | ------------- | ------------- | ------------- | --------- | ----- |
| Goud   | Pedro Pichardo       | POR  | 17,61 | 17,61 | 17,98 | x             | —             | x             | 17,98     | NR    |
| Zilver | Zhu Yaming           | CHN  | 16,63 | 17,41 | 17,11 | 17,16         | 17,57         | 15,02         | 17,57     | PB    |
| Brons  | Hugues Fabrice Zango | BUR  | 15,91 | 16,83 | 17,47 | x             | 17,31         | 17,43         | 17,47     |       |
| 4      | Will Claye           | USA  | 17,19 | x     | 17,44 | 16,69         | 17,04         | 17,36         | 17,44     | SB    |
| 5      | Yasser Triki         | ALG  | 17,30 | 17,42 | 17,40 | 17,08         | 17,43         | 17,10         | 17,43     | NR    |
| 6      | Necati Er            | TUR  | 16,84 | 15,27 | 17,25 | —             | x             | x             | 17,25     | SB    |
| 7      | Donald Scott         | USA  | 17,15 | x     | 16,86 | 17,18         | 16,79         | 16,95         | 17,18     | =SB   |
| 8      | Fang Yaoqing         | CHN  | 16,95 | 16,52 | 16,53 | 17,01         | 14,60         | 15,94         | 17,01     |       |
| 9      | Andrea Dallavalle    | ITA  | 16,62 | 16,85 | 16,74 | Uitgeschakeld | Uitgeschakeld | Uitgeschakeld | 16,85     |       |
| 10     | Cristian Nápoles     | CUB  | x     | 16,63 | x     | Uitgeschakeld | Uitgeschakeld | Uitgeschakeld | 16,63     |       |
| 11     | Emmanuel Ihemeje     | ITA  | x     | 16,52 | 16,04 | Uitgeschakeld | Uitgeschakeld | Uitgeschakeld | 16,52     |       |
| 12     | Melvin Raffin        | FRA  | x     | x     | x     | Uitgeschakeld | Uitgeschakeld | Uitgeschakeld |           | NM    |

1896: James Connolly ·
1900: Meyer Prinstein ·
1904: Meyer Prinstein ·
1908: Tim Ahearne ·
1912: Gustaf Lindblom ·
1920: Vilho Tuulos ·
1924: Nick Winter ·
1928: Mikio Oda ·
1932: Chuhei Nambu ·
1936: Naoto Tajima ·
1948: Arne Åhman ·
1952: Adhemar da Silva ·
1956: Adhemar da Silva ·
1960: Józef Szmidt ·
1964: Józef Szmidt ·
1968: Viktor Sanjejev ·
1972: Viktor Sanjejev ·
1976: Viktor Sanjejev ·
1980: Jaak Uudmäe ·
1984: Al Joyner ·
1988: Christo Markov ·
1992: Mike Conley ·
1996: Kenny Harrison ·
2000: Jonathan Edwards ·
2004: Christian Olsson ·
2008: Nelson Évora ·
2012: Christian Taylor ·
2016: Christian Taylor ·
2020: Pedro Pablo Pichardo ·
2024: Jordan Díaz